# 小川花子
小川 花子（おがわ はなこ、10月15日  - ）は、日本のナレーター、声優、ラジオパーソナリティ、司会者。ナレータープロダクション『洒落Sharaku』所属。山口県山口市出身。趣味はスキューバダイビング（PADIマスター・スクーバ・ダイバー）、大相撲観戦、陶芸。

## 出演作品

### TVナレーション
- ノンストップ!（フジテレビ系列)
- グッド!モーニング（テレビ朝日系列）[2]
- サタデーステーション ネット企画（テレビ朝日系列）
- ビジネスボード（BSフジ）
- 報道ライブ インサイドOUT（BS11）
- 春らんまん にっぽん満開桜（BS11）

### TVボイスオーバー
- DayDay.（日本テレビ系列）
- スッキリ（日本テレビ系列）
- スッキリ（お受験企画第1弾）（日本テレビ系列）
- 高校生クイズ（日本テレビ系列）
- 池上彰が教えたい!実は…のハナシ。（日本テレビ系列）
- 世界のおもしろ映像2014-2016（日本テレビ系列）
- 深層NEWS（BS日テレ）
- 体感!奇跡のリアルタイム（讀賣テレビ）
- ノンストップ!（フジテレビ系列）
- 坂上どうぶつ王国（フジテレビ系列）
- 坂上忍のどうぶつ珍プレー好プレー大賞（フジテレビ系列）
- 絶体絶命クライシス～その瞬間 命は救われた！～（フジテレビ系列）
- ポケモンGOが変えた世界（フジテレビ系列）
- 目撃!超逆転スクープ 世紀の誘拐事件と奇跡の生還SP（フジテレビ系列）
- 目撃!超逆転スクープ2 世紀の凶悪監禁犯VS決死の生還劇（フジテレビ系列）
- 目撃!超逆転スクープ6 世界が震えたミラクルストーリー（フジテレビ系列）
- 目撃！超逆転スクープ7 家族を引き裂く衝撃のミステリー事件簿（フジテレビ系列）
- 世界誘拐ファイルカメラが見た!犯行&救出の決定的瞬間 3時間スペシャル（フジテレビ系列）
- 世界怪盗ファイルカメラが見た!犯行&逮捕の決定的瞬間 3時間スペシャル（フジテレビ系列）
- エモろん～この論文、エモくない！？（フジテレビ系列）
- よっちょれ!～よさこいが紡ぐ物語～（フジテレビ系列）
- チョコプラ体当たり！日本公演最新作ダイハツアレグリア裏側全部見せちゃうSP（フジテレビ系列）
- マカフシ（フジテレビ系列）
- アゲるテレビ（フジテレビ系列）
- トコトン掘り下げ隊!生き物にサンキュー!!（TBS系列）
- メイドインジャパン（TBS系列）
- 世にも不思議なランキング なんで?なんで?なんで?（TBS系列）
- 現代の驚異（ヒストリーチャンネル）
- あした元気にな～れ!～半分のさつまいも～（アニメ映画）[3]

### ラジオパーソナリティ
- 大江戸ワイドスーパーモーニング（レインボータウンFM）
- 大江戸ワイドスーパーイブニング（レインボータウンFM）

### CM・インフォマーシャルナレーション
- NTTドコモ
- ソニー損保
- 養命酒製造（くらすわ）
- サントリー（ザ・プレミアム・モルツ）
- サントリー（のんある晩酌レモンサワー ノンアルコール）
- スーパースポーツゼビオ
- エビス（ザ・プレミアムケアハブラシ）

### VPナレーション
- 厚生労働省
- 文化庁
- 環境省（大阪府・北海道）
- 消防庁
- クリーク・アンド・リバー社 カンパニー報道局 (ホットペッパーグルメ、auじぶん銀行、NTT、横浜丸中ホールディングス）
- ビックカメラ（株主総会）
- コジマ（株主総会）
- 日本BS放送株式会社（株主総会）
- パナソニック（展示会）
- Discover an Olympic sports （柔道・講道館）
- イオン
- ネタマッチ
- もうひとつの看護師物語
- メディカルFiles（YouTube）

### 提供読みナレーション
- BS11（アナコメ）

### ＭＣ・司会
- 東京オリンピック・パラリンピック招致イベント
- 山崎拓著 YKK秘録出版記念会
- NHK BSプレミアム 中井精也のてつたびDVD発売記念イベント